# João Silva (triathlon)
Pour les articles homonymes, voir João Silva et Silva.
Pour le handballeur brésilien, voir João Pedro Silva.
João Pedro Silva né le 15 mai 1989 à Benedita est un triathlète professionnel portugais, champion du Portugal en 2016.

## Biographie

### Jeunesse
João Silva est né dans la petite ville de Benedita (8 500 habitants en 2011) dans le comté d'Alcobaça à seulement vingt kilométres de l'océan Atlantique. Il grandit dans sa famille en tant que fils unique et commence le triathlon tout à fait par hasard en 2005, quand son enseignant de sport lui recommande de participer à un test d'identification de talents, dirigée par la Fédération portugaise de triathlon.
À cette époque, João nageait et pratiquait le cross-country mais ne prenait pas trop ces sports au sérieux, sa passion était alors le football. La fédération lui donnait un vélo qu'il ne possédait même pas à l'époque et conçu un programme d'entraînement adapté à son potentiel. Il sera médaillé au championnat du monde juniors en 2006 et remporta par trois fois les championnats d'Europe espoirs (2008, 2010 et 2011). Dans le même temps, João étudie la médecine à la Nouvelle université de Lisbonne.

### Carrière en triathlon
À partir de 2010, il commence à participer en catégorie élites à des épreuves des séries mondiales de triathlon en atteignant par plusieurs fois le « Top 10 ». Il remporte deux années de suite l'épreuve de série mondiale de triathlon à Yokohama (2011 et 2012). Lors des Jeux olympiques d'été de 2012 à Londres, il finit en 9e position. Au championnat du monde 2013, il termine à la sixième place du classement général. João est médaillé d'argent aux Jeux européens 2015 à Bakou (Azerbaïdjan). L'année suivante, il est sacré champion du Portugal et en 2017, il obtient la médaille de bronze au championnat d'Europe à Kitzbühel en Autriche.

## Palmarès
Le tableau présente les résultats les plus significatifs (podium) obtenus sur le circuit national et international de triathlon depuis 2010,.
| Année | Compétition                                  | Pays                | Position           | Temps           |
| ----- | -------------------------------------------- | ------------------- | ------------------ | --------------- |
| 2019  | Coupe du monde - l'étape de Weihai           | Chine               | Médaille d'or      | 1 h 54 min 47 s |
| 2019  | Coupe du monde - l'étape de Le Cap           | Afrique du Sud      | Médaille de bronze | 0 h 52 min 19 s |
| 2017  | Championnats d'Europe de triathlon           | Autriche            | Médaille de bronze | 1 h 45 min 35 s |
| 2017  | Championnats d'Europe de triathlon sprint    | Allemagne           | Médaille de bronze | 0 h 57 min 37 s |
| 2016  | WTS Abou Dabi                                | Émirats arabes unis | Médaille de bronze | 1 h 47 min 8 s  |
| 2016  | Championnat du Portugal                      | Portugal            | Médaille d'or      | 1 h 57 min 54 s |
| 2015  | Jeux européens                               | Azerbaïdjan         | Médaille d'argent  | 1 h 48 min 42 s |
| 2014  | Grand Prix de triathlon - Étape de Dunkerque | France              | Médaille d'argent  | Timing          |
| 2014  | Coupe du monde - l'étape de New Plymouth     | Nouvelle-Zélande    | Médaille de bronze | 0 h 56 min 52 s |
| 2013  | WTS Yokohama                                 | Japon               | Médaille de bronze | 1 h 46 min 16 s |
| 2013  | WTS San Diego                                | États-Unis          | Médaille de bronze | 1 h 47 min 52 s |
| 2013  | WTS Auckland                                 | Nouvelle-Zélande    | Médaille de bronze | 1 h 56 min 22 s |
| 2012  | Grand Prix de triathlon (équipe club)        | France              |                    |                 |
| 2012  | WTS Yokohama                                 | Japon               | Médaille d'or      | 1 h 59 min 7 s  |
| 2011  | WTS Yokohama                                 | Japon               | Médaille d'or      | 1 h 49 min 21 s |
| 2010  | Coupe du monde - l'étape de Monterrey        | Mexique             | Médaille d'or      | 1 h 44 min 40 s |
| 2010  | Coupe d'Europe - l'étape de Quarteira        | Portugal            | Médaille d'argent  | 1 h 54 min 4 s  |